# Cochon dingue
 (mai 2018).
Si vous disposez d'ouvrages ou d'articles de référence ou si vous connaissez des sites web de qualité traitant du thème abordé ici, merci de compléter l'article en donnant les références utiles à sa vérifiabilité et en les liant à la section « Notes et références ».
Cochon dingue est un magazine jeunesse diffusé sur les ondes de Télé-Québec et animé par Pascal Barriault, Marilou Morin, Pascal Morrissette et Valérie Chevalier. Les quatre animateurs sont assistés de Néo, un cochon d'Inde qui parle. Les cinq amis se sont donné le défi de développer une nouvelle « encyclopédie web » : le Wikidingue.

## Synopsis
Dans chaque épisode, Néo propose un nouveau thème aux animateurs et ceux-ci l’explorent sous tous ses angles à travers des reportages, des vlogues, des chroniques éducatives et des sketchs humoristiques. Les animateurs font aussi appel à des invités. Ils expérimentent, jouent, testent et présentent d’une multitude de façons le fruit de leurs découvertes. Faisant partie de l’équipe, Néo le cochon d’Inde contribue lui aussi, à sa manière, à faire découvrir le thème grâce à des trouvailles et des anecdotes tirées de sa vie personnelle. L'humoriste Marc Labrèche prète sa voix à Néo,.

## Fiche technique
- Titre : Cochon dingue
- Pays d'origine : Canada, Québec
- Année : 2017
- Durée : 25 minutes.
- Production : Trio Orange
- Auteur : François Avard